# Wereldbeker biatlon 2020/2021
De IBU wereldbeker biatlon 2020/2021 (officieel: BMW IBU World Cup Biathlon 2020/2021) ging van start op 28 november 2020 in het Finse Kontiolahti en eindigde op 21 maart 2021 in het Zweedse Östersund. Het hoogtepunt van het seizoen waren de Wereldkampioenschappen biatlon 2021 in Pokljuka, Slovenië. Deze wedstrijden telden ook mee voor het wereldbekerklassement. Vanwege de coronapandemie zijn de wedstrijden na de jaarwisseling onder voorbehoud.
De biatleet die aan het einde van het seizoen de meeste punten had verzameld was de eindwinnaar van de algemene wereldbeker. Ook per onderdeel werd een apart wereldbekerklassement opgemaakt. 

## Wereldbekerkalender
| #      | Datum          | Land       | Plaats               | Locatie                                  | IN | SP | AH | MS | ES | MX | SR |
| ------ | -------------- | ---------- | -------------------- | ---------------------------------------- | -- | -- | -- | -- | -- | -- | -- |
| 1      | 27/11-29/11/20 | Finland    | Kontiolahti          | Kontiorannan Urheilijat                  | ●  | ●  |    |    |    |    |    |
| 2      | 30/11-06/12/20 | Finland    | Kontiolahti          | Kontiorannan Urheilijat                  |    | ●  | ●  |    | ●  |    |    |
| 3      | 07/12-13/12/20 | Oostenrijk | Hochfilzen           | Langlauf- und Biathlonzentrum Hochfilzen |    | ●  | ●  |    | ●  |    |    |
| 4      | 14/12-20/12/20 | Oostenrijk | Hochfilzen           | Langlauf- und Biathlonzentrum Hochfilzen |    | ●  | ●  | ●  |    |    |    |
| 5      | 04/01-10/01/21 | Duitsland  | Oberhof              | DKB-Ski-Arena                            |    | ●  | ●  |    |    | ●  | ●  |
| 6      | 11/01-17/01/21 | Duitsland  | Oberhof              | DKB-Ski-Arena                            |    | ●  |    | ●  | ●  |    |    |
| 7      | 18/01-24/01/21 | Italië     | Antholz              | Südtirol Arena                           | ●  |    |    | ●  | ●  |    |    |
| WK     | 09/02-21/02/21 | Slovenië   | Pokljuka             | Biathlonstadion Pokljuka                 | ●  | ●  | ●  | ●  | ●  | ●  | ●  |
| 9      | 01/03-07/03/21 | Tsjechië   | Nové Město na Moravě | Vysočina Arena                           |    | ●  | ●  |    | ●  |    |    |
| 10     | 08/03-14/03/21 | Tsjechië   | Nové Město na Moravě | Vysočina Arena                           |    | ●  | ●  |    |    | ●  | ●  |
| 11     | 16/03-21/03/21 | Zweden     | Östersund            | Östersunds skistadion                    |    | ●  | ●  | ●  |    |    |    |
| Aantal | Aantal         | Aantal     | Aantal               | Aantal                                   | 3  | 10 | 8  | 5  | 6  | 3  | 3  |

## Mannen

### Kalender
| Datum                               | Plaats      | Onderdeel             | Eerste                                                                                  | Tweede                                                                            | Derde                                                                                 |
| ----------------------------------- | ----------- | --------------------- | --------------------------------------------------------------------------------------- | --------------------------------------------------------------------------------- | ------------------------------------------------------------------------------------- |
| 28/11/2020                          | Kontiolahti | 20 km individueel     | Sturla Holm Lægreid                                                                     | Johannes Thingnes Bø                                                              | Erik Lesser                                                                           |
| 29/11/2020                          | Kontiolahti | 10 km sprint          | Johannes Thingnes Bø                                                                    | Sebastian Samuelsson                                                              | Martin Ponsiluoma                                                                     |
| 03/12/2020                          | Kontiolahti | 10 km sprint          | Tarjei Bø                                                                               | Arnd Peiffer                                                                      | Johannes Thingnes Bø                                                                  |
| 05/12/2020                          | Kontiolahti | 12,5 km achtervolging | Sebastian Samuelsson                                                                    | Fabien Claude                                                                     | Johannes Thingnes Bø                                                                  |
| 06/12/2020                          | Kontiolahti | 4 x 7,5 km estafette  | Noorwegen Sturla Holm Lægreid Vetle Sjåstad Christiansen Tarjei Bø Johannes Thingnes Bø | Zweden Peppe Femling Jesper Nelin Martin Ponsiluoma Sebastian Samuelsson          | Duitsland Erik Lesser Roman Rees Arnd Peiffer Benedikt Doll                           |
| 11/12/2020                          | Hochfilzen  | 10 km sprint          | Johannes Dale                                                                           | Quentin Fillon Maillet                                                            | Fabien Claude                                                                         |
| 12/12/2020                          | Hochfilzen  | 12,5 km achtervolging | Quentin Fillon Maillet                                                                  | Émilien Jacquelin                                                                 | Johannes Dale                                                                         |
| 13/12/2020                          | Hochfilzen  | 4 x 7,5 km estafette  | Zweden Peppe Femling Jesper Nelin Martin Ponsiluoma Sebastian Samuelsson                | Noorwegen Sturla Holm Lægreid Johannes Dale Tarjei Bø Johannes Thingnes Bø        | Duitsland Erik Lesser Roman Rees Benedikt Doll Philipp Horn                           |
| 17/12/2020                          | Hochfilzen  | 10 km sprint          | Sturla Holm Lægreid                                                                     | Johannes Dale                                                                     | Johannes Thingnes Bø                                                                  |
| 19/12/2020                          | Hochfilzen  | 12,5 km achtervolging | Sturla Holm Lægreid                                                                     | Émilien Jacquelin                                                                 | Johannes Thingnes Bø                                                                  |
| 20/12/2020                          | Hochfilzen  | 15 km massastart      | Arnd Peiffer                                                                            | Martin Ponsiluoma                                                                 | Tarjei Bø                                                                             |
| 08/01/2021                          | Oberhof     | 10 km sprint          | Johannes Thingnes Bø                                                                    | Tarjei Bø                                                                         | Sturla Holm Lægreid                                                                   |
| 09/01/2021                          | Oberhof     | 12,5 km achtervolging | Sturla Holm Lægreid                                                                     | Johannes Dale                                                                     | Tarjei Bø                                                                             |
| 13/01/2021                          | Oberhof     | 10 km sprint          | Johannes Thingnes Bø                                                                    | Sturla Holm Lægreid                                                               | Arnd Peiffer                                                                          |
| 15/01/2021                          | Oberhof     | 4 x 7,5 km estafette  | Frankrijk Simon Desthieux Quentin Fillon Maillet Fabien Claude Émilien Jacquelin        | Noorwegen Vetle Sjåstad Christiansen Johannes Dale Tarjei Bø Johannes Thingnes Bø | Italië Thomas Bormolini Lukas Hofer Tommaso Giacomel Dominik Windisch                 |
| 17/01/2021                          | Oberhof     | 15 km massastart      | Tarjei Bø                                                                               | Felix Leitner                                                                     | Benjamin Weger                                                                        |
| 22/01/2021                          | Antholz     | 20 km individueel     | Aleksandr Loginov                                                                       | Sturla Holm Lægreid                                                               | Quentin Fillon Maillet                                                                |
| 23/01/2021                          | Antholz     | 4 x 7,5 km estafette  | Frankrijk Antonin Guigonnat Quentin Fillon Maillet Simon Desthieux Émilien Jacquelin    | Noorwegen Sturla Holm Lægreid Johannes Dale Tarjei Bø Johannes Thingnes Bø        | Rusland Anton Babikov Matvej Jelisejev Aleksandr Loginov Edoeard Latypov              |
| 24/01/2021                          | Antholz     | 15 km massastart      | Johannes Thingnes Bø                                                                    | Quentin Fillon Maillet                                                            | Jakov Fak                                                                             |
| Wereldkampioenschappen biatlon 2021 |             |                       |                                                                                         |                                                                                   |                                                                                       |
| 12/02/2021                          | Pokljuka    | 10 km sprint          | Martin Ponsiluoma                                                                       | Simon Desthieux                                                                   | Émilien Jacquelin                                                                     |
| 14/02/2021                          | Pokljuka    | 12,5 km achtervolging | Émilien Jacquelin                                                                       | Sebastian Samuelsson                                                              | Johannes Thingnes Bø                                                                  |
| 17/02/2021                          | Pokljuka    | 20 km individueel     | Sturla Holm Lægreid                                                                     | Arnd Peiffer                                                                      | Johannes Dale                                                                         |
| 20/02/2021                          | Pokljuka    | 4 x 7,5 km estafette  | Noorwegen Sturla Holm Lægreid Tarjei Bø Johannes Thingnes Bø Vetle Sjåstad Christiansen | Zweden Peppe Femling Jesper Nelin Martin Ponsiluoma Sebastian Samuelsson          | Russische Biatlonunie Said Chalili Matvej Jelisejev Aleksandr Loginov Edoeard Latypov |
| 21/02/2021                          | Pokljuka    | 15 km massastart      | Sturla Holm Lægreid                                                                     | Johannes Dale                                                                     | Quentin Fillon Maillet                                                                |
| 05/03/2021                          | Nové Město  | 4 x 7,5 km estafette  | Duitsland Erik Lesser Benedikt Doll Arnd Peiffer Philipp Nawrath                        | Rusland Said Chalili Matvej Jelisejev Aleksandr Loginov Edoeard Latypov           | Noorwegen Sturla Holm Lægreid Johannes Dale Tarjei Bø Johannes Thingnes Bø            |
| 06/03/2021                          | Nové Město  | 10 km sprint          | Simon Desthieux                                                                         | Sebastian Samuelsson                                                              | Arnd Peiffer                                                                          |
| 07/03/2021                          | Nové Město  | 12,5 km achtervolging | Tarjei Bø                                                                               | Johannes Thingnes Bø                                                              | Simon Desthieux                                                                       |
| 11/03/2021                          | Nové Město  | 10 km sprint          | Quentin Fillon Maillet                                                                  | Tarjei Bø                                                                         | Lukas Hofer                                                                           |
| 13/03/2021                          | Nové Město  | 12,5 km achtervolging | Quentin Fillon Maillet                                                                  | Johannes Thingnes Bø                                                              | Émilien Jacquelin                                                                     |
| 18/03/2021                          | Östersund   | 10 km sprint          | Lukas Hofer                                                                             | Sebastian Samuelsson                                                              | Tarjei Bø                                                                             |
| 20/03/2021                          | Östersund   | 12,5 km achtervolging | Sturla Holm Lægreid                                                                     | Johannes Thingnes Bø                                                              | Lukas Hofer                                                                           |
| 21/03/2021                          | Östersund   | 15 km massastart      | Simon Desthieux                                                                         | Edoeard Latypov                                                                   | Johannes Thingnes Bø                                                                  |

### Eindstanden
| Algemene wereldbeker |                            |      |        |
| #                    | Naam                       | Land | Punten |
| 1                    | Johannes Thingnes Bø       | NOR  | 1052   |
| 2                    | Sturla Holm Lægreid        | NOR  | 1039   |
| 3                    | Quentin Fillon Maillet     | FRA  | 930    |
| 4                    | Tarjei Bø                  | NOR  | 893    |
| 5                    | Johannes Dale              | NOR  | 843    |
| 6                    | Sebastian Samuelsson       | SWE  | 817    |
| 7                    | Émilien Jacquelin          | FRA  | 812    |
| 8                    | Lukas Hofer                | ITA  | 753    |
| 9                    | Simon Desthieux            | FRA  | 724    |
| 10                   | Martin Ponsiluoma          | SWE  | 713    |
| 11                   | Jakov Fak                  | SLO  | 693    |
| 12                   | Arnd Peiffer               | GER  | 642    |
| 13                   | Vetle Sjåstad Christiansen | NOR  | 621    |
| 14                   | Benedikt Doll              | GER  | 607    |
| 15                   | Simon Eder                 | AUT  | 606    |
| 16                   | Erik Lesser                | GER  | 543    |
| 17                   | Aleksandr Loginov          | RUS  | 541    |
| 18                   | Edoeard Latypov            | RUS  | 491    |
| 19                   | Fabien Claude              | FRA  | 477    |
| 20                   | Antonin Guigonnat          | FRA  | 473    |

| Landenklassement |             |        |
| #                | Land        | Punten |
| 1                | Noorwegen   | 8061   |
| 2                | Frankrijk   | 7298   |
| 3                | Duitsland   | 6978   |
| 4                | Rusland     | 6833   |
| 5                | Zweden      | 6775   |
| 6                | Italië      | 6003   |
| 7                | Oostenrijk  | 5978   |
| 8                | Oekraïne    | 5454   |
| 9                | Wit-Rusland | 5420   |
| 10               | Slovenië    | 5391   |

| Estafettes |            |        |
| #          | Land       | Punten |
| 1          | Noorwegen  | 228    |
| 2          | Zweden     | 204    |
| 3          | Frankrijk  | 203    |
| 4          | Duitsland  | 199    |
| 5          | Rusland    | 193    |
| 6          | Italië     | 166    |
| 7          | Oostenrijk | 150    |
| 8          | Oekraïne   | 144    |
| 9          | Slovenië   | 138    |
| 10         | Tsjechië   | 135    |

| Wereldbeker 20 km individueel |                        |      |        |
| #                             | Naam                   | Land | Punten |
| 1                             | Sturla Holm Lægreid    | NOR  | 120    |
| 2                             | Johannes Thingnes Bø   | NOR  | 94     |
| 3                             | Aleksandr Loginov      | RUS  | 91     |
| 4                             | Quentin Fillon Maillet | FRA  | 91     |
| 5                             | Arnd Peiffer           | GER  | 84     |
| 6                             | Ondřej Moravec         | CZE  | 70     |
| 7                             | Simon Eder             | AUT  | 70     |
| 8                             | Johannes Dale          | NOR  | 66     |
| 9                             | Lukas Hofer            | ITA  | 65     |
| 10                            | Émilien Jacquelin      | FRA  | 62     |

| Wereldbeker 10 km sprint |                        |      |        |
| #                        | Naam                   | Land | Punten |
| 1                        | Johannes Thingnes Bø   | NOR  | 359    |
| 2                        | Sturla Holm Lægreid    | NOR  | 319    |
| 3                        | Tarjei Bø              | NOR  | 318    |
| 4                        | Sebastian Samuelsson   | SWE  | 312    |
| 5                        | Johannes Dale          | NOR  | 307    |
| 6                        | Quentin Fillon Maillet | FRA  | 302    |
| 7                        | Lukas Hofer            | ITA  | 274    |
| 8                        | Simon Desthieux        | FRA  | 269    |
| 9                        | Martin Ponsiluoma      | SWE  | 269    |
| 10                       | Émilien Jacquelin      | FRA  | 258    |

| Wereldbeker 12,5 km achtervolging |                        |      |        |
| #                                 | Naam                   | Land | Punten |
| 1                                 | Sturla Holm Lægreid    | NOR  | 306    |
| 2                                 | Johannes Thingnes Bø   | NOR  | 306    |
| 3                                 | Émilien Jacquelin      | FRA  | 286    |
| 4                                 | Quentin Fillon Maillet | FRA  | 266    |
| 5                                 | Sebastian Samuelsson   | SWE  | 253    |
| 6                                 | Tarjei Bø              | NOR  | 249    |
| 7                                 | Johannes Dale          | NOR  | 234    |
| 8                                 | Fabien Claude          | FRA  | 218    |
| 9                                 | Simon Desthieux        | FRA  | 211    |
| 10                                | Lukas Hofer            | ITA  | 209    |

| Wereldbeker 15 km massastart |                            |      |        |
| #                            | Naam                       | Land | Punten |
| 1                            | Tarjei Bø                  | NOR  | 184    |
| 2                            | Johannes Thingnes Bø       | NOR  | 180    |
| 3                            | Quentin Fillon Maillet     | FRA  | 165    |
| 4                            | Sturla Holm Lægreid        | NOR  | 161    |
| 5                            | Arnd Peiffer               | GER  | 159    |
| 6                            | Jakov Fak                  | SLO  | 149    |
| 7                            | Simon Eder                 | AUT  | 147    |
| 8                            | Johannes Dale              | NOR  | 144    |
| 9                            | Benedikt Doll              | GER  | 143    |
| 10                           | Vetle Sjåstad Christiansen | NOR  | 140    |

## Vrouwen

### Kalender
| Datum                               | Plaats      | Onderdeel           | Eerste                                                                                              | Tweede                                                                                  | Derde                                                                               |
| ----------------------------------- | ----------- | ------------------- | --------------------------------------------------------------------------------------------------- | --------------------------------------------------------------------------------------- | ----------------------------------------------------------------------------------- |
| 28/11/2020                          | Kontiolahti | 15 km individueel   | Dorothea Wierer                                                                                     | Denise Herrmann                                                                         | Johanna Skottheim                                                                   |
| 29/11/2020                          | Kontiolahti | 7,5 km sprint       | Hanna Öberg                                                                                         | Marte Olsbu Røiseland                                                                   | Karoline Offigstad Knotten                                                          |
| 03/12/2020                          | Kontiolahti | 7,5 km sprint       | Hanna Öberg                                                                                         | Anaïs Chevalier-Bouchet                                                                 | Elvira Öberg                                                                        |
| 05/12/2020                          | Kontiolahti | 4 x 6 km estafette  | Zweden Johanna Skottheim Mona Brorsson Elvira Öberg Hanna Öberg                                     | Frankrijk Anaïs Bescond Anaïs Chevalier-Bouchet Chloé Chevalier Justine Braisaz-Bouchet | Duitsland Vanessa Hinz Franziska Preuß Maren Hammerschmidt Denise Herrmann          |
| 06/12/2020                          | Kontiolahti | 10 km achtervolging | Tiril Eckhoff                                                                                       | Marte Olsbu Røiseland                                                                   | Hanna Öberg                                                                         |
| 11/12/2020                          | Hochfilzen  | 7,5 km sprint       | Dzinara Alimbekava                                                                                  | Tiril Eckhoff                                                                           | Franziska Preuß                                                                     |
| 12/12/2020                          | Hochfilzen  | 4 x 6 km estafette  | Noorwegen Karoline Offigstad Knotten Ingrid Landmark Tandrevold Tiril Eckhoff Marte Olsbu Røiseland | Frankrijk Anaïs Bescond Julia Simon Justine Braisaz-Bouchet Anaïs Chevalier-Bouchet     | Zweden Johanna Skottheim Mona Brorsson Hanna Öberg Elvira Öberg                     |
| 13/12/2020                          | Hochfilzen  | 10 km achtervolging | Marte Olsbu Røiseland                                                                               | Dzinara Alimbekava                                                                      | Julia Simon                                                                         |
| 18/12/2020                          | Hochfilzen  | 7,5 km sprint       | Tiril Eckhoff                                                                                       | Ingrid Landmark Tandrevold                                                              | Marte Olsbu Røiseland                                                               |
| 19/12/2020                          | Hochfilzen  | 10 km achtervolging | Tiril Eckhoff                                                                                       | Hanna Öberg                                                                             | Elvira Öberg                                                                        |
| 20/12/2020                          | Hochfilzen  | 12,5 km massastart  | Marte Olsbu Røiseland                                                                               | Tiril Eckhoff                                                                           | Dorothea Wierer                                                                     |
| 08/01/2021                          | Oberhof     | 7,5 km sprint       | Tiril Eckhoff                                                                                       | Hanna Öberg                                                                             | Lisa Theresa Hauser                                                                 |
| 09/01/2021                          | Oberhof     | 10 km achtervolging | Tiril Eckhoff                                                                                       | Marte Olsbu Røiseland                                                                   | Lisa Theresa Hauser                                                                 |
| 14/01/2021                          | Oberhof     | 7,5 km sprint       | Tiril Eckhoff                                                                                       | Dorothea Wierer                                                                         | Lisa Theresa Hauser                                                                 |
| 16/01/2021                          | Oberhof     | 4 x 6 km estafette  | Duitsland Vanessa Hinz Janina Hettich Denise Herrmann Franziska Preuß                               | Wit-Rusland Iryna Krjoeko Dzinara Alimbekava Hanna Sola Jelena Kroetsjinkina            | Zweden Mona Brorsson Linn Persson Elvira Öberg Hanna Öberg                          |
| 17/01/2021                          | Oberhof     | 12,5 km massastart  | Julia Simon                                                                                         | Franziska Preuß                                                                         | Hanna Öberg                                                                         |
| 21/01/2021                          | Antholz     | 15 km individueel   | Lisa Theresa Hauser                                                                                 | Joelia Dzjyma                                                                           | Anaïs Chevalier-Bouchet                                                             |
| 23/01/2021                          | Antholz     | 12,5 km massastart  | Julia Simon                                                                                         | Hanna Öberg                                                                             | Lisa Theresa Hauser                                                                 |
| 24/01/2021                          | Antholz     | 4 x 6 km estafette  | Rusland Jevgenia Pavlova Tatjana Akimova Svetlana Mironova Oeljana Kajsjeva                         | Duitsland Vanessa Hinz Janina Hettich Denise Herrmann Franziska Preuß                   | Frankrijk Anaïs Bescond Anaïs Chevalier-Bouchet Justine Braisaz-Bouchet Julia Simon |
| Wereldkampioenschappen biatlon 2021 |             |                     | |                                                                                         |                                                                                     |
| 13/02/2021                          | Pokljuka    | 7,5 km sprint       | Tiril Eckhoff                                                                                       | Anaïs Chevalier-Bouchet                                                                 | Hanna Sola                                                                          |
| 14/02/2021                          | Pokljuka    | 10 km achtervolging | Tiril Eckhoff                                                                                       | Lisa Theresa Hauser                                                                     | Anaïs Chevalier-Bouchet                                                             |
| 16/02/2021                          | Pokljuka    | 15 km individueel   | Markéta Davidová                                                                                    | Hanna Öberg                                                                             | Ingrid Landmark Tandrevold                                                          |
| 20/02/2021                          | Pokljuka    | 4 x 6 km estafette  | Noorwegen Ingrid Landmark Tandrevold Tiril Eckhoff Ida Lien Marte Olsbu Røiseland                   | Duitsland Vanessa Hinz Janina Hettich Denise Herrmann Franziska Preuß                   | Oekraïne Anastasiya Merkoesjyna Joelia Dzjyma Darja Blasjko Olena Pidhroesjna       |
| 21/02/2021                          | Pokljuka    | 12,5 km massastart  | Lisa Theresa Hauser                                                                                 | Ingrid Landmark Tandrevold                                                              | Tiril Eckhoff                                                                       |
| 04/03/2021                          | Nové Město  | 4 x 6 km estafette  | Zweden Mona Brorsson Hanna Öberg Linn Persson Elvira Öberg                                          | Wit-Rusland Iryna Krjoeko Dzinara Alimbekava Hanna Sola Jelena Kroetsjinkina            | Frankrijk Anaïs Bescond Justine Braisaz-Bouchet Chloé Chevalier Julia Simon         |
| 06/03/2021                          | Nové Město  | 7,5 km sprint       | Tiril Eckhoff                                                                                       | Joelia Dzjyma                                                                           | Lisa Vittozzi                                                                       |
| 07/03/2021                          | Nové Město  | 10 km achtervolging | Tiril Eckhoff                                                                                       | Denise Herrmann                                                                         | Marte Olsbu Røiseland                                                               |
| 12/03/2021                          | Nové Město  | 7,5 km sprint       | Tiril Eckhoff                                                                                       | Denise Herrmann                                                                         | Dorothea Wierer                                                                     |
| 13/03/2021                          | Nové Město  | 10 km achtervolging | Tiril Eckhoff                                                                                       | Dzinara Alimbekava                                                                      | Franziska Preuß                                                                     |
| 18/03/2021                          | Östersund   | 7,5 km sprint       | Tiril Eckhoff                                                                                       | Dorothea Wierer                                                                         | Ingrid Landmark Tandrevold                                                          |
| 20/03/2021                          | Östersund   | 10 km achtervolging | Marte Olsbu Røiseland                                                                               | Tiril Eckhoff                                                                           | Hanna Sola                                                                          |
| 21/03/2021                          | Östersund   | 12,5 km massastart  | Ingrid Landmark Tandrevold                                                                          | Dzinara Alimbekava                                                                      | Franziska Preuß                                                                     |

### Eindstanden
| Algemene wereldbeker |                            |      |        |
| #                    | Naam                       | Land | Punten |
| 1                    | Tiril Eckhoff              | NOR  | 1152   |
| 2                    | Marte Olsbu Røiseland      | NOR  | 963    |
| 3                    | Franziska Preuß            | GER  | 840    |
| 4                    | Hanna Öberg                | SWE  | 826    |
| 5                    | Dorothea Wierer            | ITA  | 821    |
| 6                    | Lisa Hauser                | AUT  | 818    |
| 7                    | Dzinara Alimbekava         | BLR  | 734    |
| 8                    | Ingrid Landmark Tandrevold | NOR  | 707    |
| 9                    | Anaïs Chevalier-Bouchet    | FRA  | 677    |
| 10                   | Denise Herrmann            | GER  | 667    |
| 11                   | Markéta Davidová           | CZE  | 649    |
| 12                   | Elvira Öberg               | SWE  | 631    |
| 13                   | Julia Simon                | FRA  | 575    |
| 14                   | Linn Persson               | SWE  | 572    |
| 15                   | Justine Braisaz-Bouchet    | FRA  | 511    |
| 16                   | Lisa Vittozzi              | ITA  | 449    |
| 17                   | Joelia Dzjyma              | UKR  | 445    |
| 18                   | Anaïs Bescond              | FRA  | 442    |
| 19                   | Svetlana Mironova          | RUS  | 440    |
| 20                   | Oeljana Kajsjeva           | RUS  | 394    |

| Landenklassement |             |        |
| #                | Land        | Punten |
| 1                | Noorwegen   | 7305   |
| 2                | Zweden      | 7146   |
| 3                | Duitsland   | 7056   |
| 4                | Frankrijk   | 7001   |
| 5                | Wit-Rusland | 6433   |
| 6                | Rusland     | 6407   |
| 7                | Oekraïne    | 6216   |
| 8                | Oostenrijk  | 6057   |
| 9                | Italië      | 5975   |
| 10               | Zwitserland | 5664   |

| Estafettes |             |        |
| #          | Land        | Punten |
| 1          | Zweden      | 216    |
| 2          | Duitsland   | 216    |
| 3          | Frankrijk   | 204    |
| 4          | Noorwegen   | 198    |
| 5          | Wit-Rusland | 191    |
| 6          | Rusland     | 180    |
| 7          | Oekraïne    | 167    |
| 8          | Italië      | 157    |
| 9          | Oostenrijk  | 142    |
| 10         | Tsjechië    | 130    |

| Wereldbeker 15 km individueel |                         |      |        |
| #                             | Naam                    | Land | Punten |
| 1                             | Lisa Hauser             | AUT  | 103    |
| 1                             | Dorothea Wierer         | ITA  | 103    |
| 3                             | Hanna Öberg             | SWE  | 90     |
| 4                             | Joelia Dzjyma           | UKR  | 85     |
| 5                             | Markéta Davidová        | CZE  | 80     |
| 6                             | Denise Herrmann         | GER  | 80     |
| 7                             | Anaïs Chevalier-Bouchet | FRA  | 80     |
| 8                             | Svetlana Mironova       | RUS  | 76     |
| 9                             | Dzinara Alimbekava      | BLR  | 68     |
| 10                            | Linn Persson            | SWE  | 66     |

| Wereldbeker 7,5 km sprint |                            |      |        |
| #                         | Naam                       | Land | Punten |
| 1                         | Tiril Eckhoff              | NOR  | 420    |
| 2                         | Marte Olsbu Røiseland      | NOR  | 304    |
| 3                         | Hanna Öberg                | SWE  | 296    |
| 4                         | Dorothea Wierer            | ITA  | 282    |
| 5                         | Anaïs Chevalier-Bouchet    | FRA  | 280    |
| 6                         | Dzinara Alimbekava         | BLR  | 274    |
| 7                         | Franziska Preuß            | GER  | 267    |
| 8                         | Lisa Hauser                | AUT  | 256    |
| 9                         | Denise Herrmann            | GER  | 238    |
| 10                        | Ingrid Landmark Tandrevold | NOR  | 236    |

| Wereldbeker 10 km achtervolging |                       |      |        |
| #                               | Naam                  | Land | Punten |
| 1                               | Tiril Eckhoff         | NOR  | 360    |
| 2                               | Marte Olsbu Røiseland | NOR  | 319    |
| 3                               | Franziska Preuß       | GER  | 240    |
| 4                               | Hanna Öberg           | SWE  | 235    |
| 5                               | Dzinara Alimbekava    | BLR  | 226    |
| 6                               | Lisa Hauser           | AUT  | 224    |
| 7                               | Dorothea Wierer       | ITA  | 220    |
| 8                               | Elvira Öberg          | SWE  | 198    |
| 9                               | Denise Herrmann       | GER  | 197    |
| 10                              | Julia Simon           | FRA  | 192    |

| Wereldbeker 12,5 km massastart |                            |      |        |
| #                              | Naam                       | Land | Punten |
| 1                              | Ingrid Landmark Tandrevold | NOR  | 186    |
| 2                              | Franziska Preuß            | GER  | 183    |
| 3                              | Julia Simon                | FRA  | 181    |
| 4                              | Marte Olsbu Røiseland      | NOR  | 175    |
| 5                              | Tiril Eckhoff              | NOR  | 172    |
| 6                              | Lisa Hauser                | AUT  | 171    |
| 7                              | Hanna Öberg                | SWE  | 165    |
| 8                              | Dorothea Wierer            | ITA  | 144    |
| 9                              | Markéta Davidová           | CZE  | 142    |
| 10                             | Svetlana Mironova          | RUS  | 124    |

## Gemengd

### Kalender
| Datum                               | Plaats     | Onderdeel                     | Eerste                                                                                 | Tweede                                                                                       | Derde                                                                                          |
| ----------------------------------- | ---------- | ----------------------------- | -------------------------------------------------------------------------------------- | -------------------------------------------------------------------------------------------- | ---------------------------------------------------------------------------------------------- |
| 10/01/2021                          | Oberhof    | Single-Mixed-Relay            | Frankrijk Julia Simon Émilien Jacquelin                                                | Zweden Hanna Öberg Sebastian Samuelsson                                                      | Noorwegen Tiril Eckhoff Johannes Thingnes Bø                                                   |
| 10/01/2021                          | Oberhof    | 4 x 6 km gemengde estafette   | Rusland Oeljana Kajsjeva Svetlana Mironova Aleksandr Loginov Edoeard Latypov           | Noorwegen Ingrid Landmark Tandrevold Marte Olsbu Røiseland Johannes Dale Sturla Holm Lægreid | Frankrijk Anaïs Chevalier-Bouchet Justine Braisaz-Bouchet Fabien Claude Quentin Fillon Maillet |
| Wereldkampioenschappen biatlon 2021 |            |                               |                                                                                        |                                                                                              |                                                                                                |
| 10/02/2021                          | Pokljuka   | 4 x 7,5 km gemengde estafette | Noorwegen Sturla Holm Lægreid Johannes Thingnes Bø Tiril Eckhoff Marte Olsbu Røiseland | Oostenrijk David Komatz Simon Eder Dunja Zdouc Lisa Hauser                                   | Zweden Sebastian Samuelsson Martin Ponsiluoma Linn Persson Hanna Öberg                         |
| 18/02/2021                          | Pokljuka   | Single-Mixed-Relay            | Frankrijk Antonin Guigonnat Julia Simon                                                | Noorwegen Johannes Thingnes Bø Tiril Eckhoff                                                 | Zweden Sebastian Samuelsson Hanna Öberg                                                        |
| 14/03/2021                          | Nové Město | Single-Mixed-Relay            | Zweden Linn Persson Sebastian Samuelsson                                               | Noorwegen Ingrid Landmark Tandrevold Sturla Holm Lægreid                                     | Verenigde Staten Susan Dunklee Sean Doherty                                                    |
| 14/03/2021                          | Nové Město | 4 x 6 km gemengde estafette   | Noorwegen Tiril Eckhoff Marte Olsbu Røiseland Tarjei Bø Johannes Thingnes Bø           | Italië Lisa Vittozzi Dorothea Wierer Dominik Windisch Lukas Hofer                            | Zweden Elvira Öberg Anna Magnusson Jesper Nelin Martin Ponsiluoma                              |

### Eindstanden
| Gemengde estafette¹ |                  |        |
| #                   | Land             | Punten |
| 1                   | Noorwegen        | 228    |
| 2                   | Frankrijk        | 211    |
| 3                   | Zweden           | 210    |
| 4                   | Oostenrijk       | 169    |
| 5                   | Rusland          | 168    |
| 6                   | Italië           | 168    |
| 7                   | Oekraïne         | 157    |
| 8                   | Duitsland        | 155    |
| 9                   | Verenigde Staten | 148    |
| 10                  | Wit-Rusland      | 148    |

1 In het klassement voor wereldbeker gemengde estafette tellen zowel de gemengde estafette als de single-mixed-relay mee.

## Prijzengeld
In onderstaande tabel vindt u de verdeling van het prijzengeld (exclusief de wereldkampioenschappen):
| Positie              | Per wereldbekerwedstrijd | Per wereldbekerwedstrijd | Per wereldbekerwedstrijd   | Klassement    | Klassement    | Klassement  |
| Positie              | Individueel              | Estafettes               | Single gemengde estafettes | Algemeen      | Landen        | Onder 25 jr |
| -------------------- | ------------------------ | ------------------------ | -------------------------- | ------------- | ------------- | ----------- |
| 1.                   | € 15.000                 | (4 x € 6.000) € 24.000   | (2 x € 6.000) € 12.000     | € 28.000      | € 50.000      | € 5.000     |
| 2.                   | € 12.000                 | (4 x € 4.500) € 18.000   | (2 x € 4.500) € 9.000      | € 23.000      | € 45.000      | –           |
| 3.                   | € 9.000                  | (4 x € 3.500) € 14.000   | (2 x € 3.500) € 7.000      | € 18.000      | € 39.000      | –           |
| 4.                   | € 7.000                  | (4 x € 2.500) € 10.000   | (2 x € 2.500) € 5.000      | € 15.000      | € 34.000      | –           |
| 5.                   | € 6.000                  | (4 x € 2.000) € 8.000    | (2 x € 2.000) € 4.000      | € 13.000      | € 29.000      | –           |
| 6.                   | € 5.000                  | (4 x € 1.500) € 6.000    | (2 x € 1.500) € 3.000      | € 10.000      | € 24.000      | –           |
| 7.                   | € 4.000                  | –                        | –                          | € 9.000       | € 19.000      | –           |
| 8.                   | € 3.500                  | –                        | –                          | € 8.000       | € 17.000      | –           |
| 9.                   | € 3.000                  | –                        | –                          | € 7.000       | € 14.000      | –           |
| 10.                  | € 2.500                  | –                        | –                          | € 6.000       | € 11.000      | –           |
| 11.                  | € 2.000                  | –                        | –                          | –             | –             | –           |
| 12.                  | € 1.750                  | –                        | –                          | –             | –             | –           |
| 13.                  | € 1.500                  | –                        | –                          | –             | –             | –           |
| 14.                  | € 1.250                  | –                        | –                          | –             | –             | –           |
| 15.                  | € 1.000                  | –                        | –                          | –             | –             | –           |
| 16.                  | € 900                    | –                        | –                          | –             | –             | –           |
| 17.                  | € 800                    | –                        | –                          | –             | –             | –           |
| 18.                  | € 700                    | –                        | –                          | –             | –             | –           |
| 19.                  | € 600                    | –                        | –                          | –             | –             | –           |
| 20.                  | € 500                    | –                        | –                          | –             | –             | –           |
| Totaal per wedstrijd | € 78.000                 | € 80.000                 | € 40.000                   |               |               |             |
| Totaal per seizoen   | € 3.432.000              | € 960.000                | € 80.000                   | 2 x € 137.000 | 2 x € 282.000 | 2 x € 5.000 |

| Wereldbeker leiderstruien | Wereldbeker leiderstruien | Wereldbeker leiderstruien | Wereldbeker leiderstruien |
| Trui                      | Aantal                    | Per wedstrijd             | Totaal                    |
| ------------------------- | ------------------------- | ------------------------- | ------------------------- |
| Wereldbekerleider         | 52                        | € 1.000                   | € 52.000                  |
| Disciplineleider          | 52                        | € 850                     | € 44.200                  |
| Totaal per seizoen        |                           |                           | € 96.200                  |

| Klassementen disciplines | Klassementen disciplines |
| Discipline               | Winnaar                  |
| ------------------------ | ------------------------ |
| Individueel              | € 10.000                 |
| Sprint                   | € 10.000                 |
| Achtervolging            | € 10.000                 |
| Massastart               | € 10.000                 |
| Estafette                | € 20.000                 |
| Gemengde estafette       | € 20.000                 |
| Totaal per seizoen       | 2 x € 80.000             |

## Sponsoren en partners
|                          | Sponsor/partner           |
| ------------------------ | ------------------------- |
| Titelsponsor             | BMW                       |
| Premium sponsoren        | Viessmann                 |
| Premium sponsoren        | Deutsche Kreditbank (DKB) |
| Premium sponsoren        | Hörmann                   |
| Hoofdsponsoren           | Erdinger                  |
| Hoofdsponsoren           | Bauhaus                   |
| Tijdpartner              | Polar Electro             |
| Media & marketingpartner | Infront Sports & Media    |
| Mediapartner             | Eurovision                |